# Les Chroniques des Ravens
Les Chroniques des Ravens (titre original : Chronicles of the Raven) est une série de fantasy écrite par James Barclay. Il s'agit de la première des deux trilogies qui racontent l'histoire d'une bande de mercenaires, les Ravens. Ce groupe lié par l'amitié et un simple mais solide code de l'honneur est devenu spécialiste dans l'art de la guerre.
L'histoire se déroule sur Balaia, un continent coupé en deux par une chaîne de montagne dont la partie Est, peuplé par les Estiens, se voit menacée par les peuplades de la partie Ouest, les « Ouestiens ».

## Les livres
1. AubeMort, Bragelonne, 2002 ((en) Dawnthief, 1999)
2. NoirZénith, Bragelonne, 2003 ((en) Noonshade, 2000)
3. OmbreMage, Bragelonne, 2003 ((en) Nightchild, 2001)

## Résumé
Les Ravens ont pendant de longues années arpenté Balaia en quête de batailles où vendre leurs talents. Ils sont connus et reconnus comme étant les meilleurs, grâce à leurs aptitudes, mais aussi grâce à leur code de l'honneur qui les place bien au-dessus de simples meurtriers.
Ces mercenaires féroces, invaincus, n'avaient que rarement connu de pertes, jusqu'au jour où ils furent embarqués par un mage de Xetesk dans une aventure improbable mêlée de fin du monde et de magie noire ... 

## Personnages
- Les Ravens
  - Le Guerrier inconnu, l'un des fondateurs des Ravens, guerrier. Apparaît comme étant un des meneurs des Ravens. Il meurt dans le premier roman dans AubeMort. Dans ce même tome, il devient un Protecteur, un guerrier dont l'âme est fondue dans celle des autres Protecteurs. Il est ramené à la vie par un mage de Xetesk appelé Laryon qui fut tué pendant cette intervention.
  - Hirad Cœurfroid, l'un des fondateurs des Ravens, guerrier barbare impétueux, meilleur ami d'Ilkar, qui devient un Dragonen à la fin du deuxième tome.
  - Ilkar, l'un des fondateurs des Ravens, elfe et mage de Julatsa, meilleur ami d'Hirad après la mort de Sirendor.
  - Ras, guerrier, ami de Richmond et Talan, mort tôt dans le premier tome après que Richemond ait fait une faute grave lors du premier combat
  - Richmond, guerrier, ami de Ras et Talan, mort dans le premier tome dans la forteresse des Ailes Noires.
  - Sirendor Larn, guerrier, meilleur ami d'Hirad, mort dans le premier tome en se prenant une blessure de dague empoisonnée en protégeant Denser
  - Talan, guerrier, ami de Richmond et Ras, choisit de quitter le groupe après la mort de Ras et Richmond.
  - Denser, mage Xetesk du groupe, il est spécialiste d'AubeMort. Il apparaît au début du premier tome comme la source de tous les soucis des Ravens. Au cours de ce tome, il en vient à prêter serment aux Ravens.
  - Erienne Malanvai, mage Dordovan du groupe, analyste, spécialiste des constructs de mana. Elle a rallié les Ravens après que ses fils jumeaux et son mari aient été tués par les Ailes Noires. Elle se mariera ensuite avec Denser et aura une nouvelle fille, Lyanna, qui mourra tuée lors d'un raid des Ailes Noires afin de transmettre l'Unique à sa mère.
  - Will Begman, voleur doué et meilleur ami de Thraun et ami de Jandyr. Il rejoint les Ravens pour les aider à assaillir le château des Ailes Noires. Il meurt durant la campagne de NoirZénith.
  - Thraun, métamorphe, ami de Will et Jandyr. Il rejoint les Ravens pour les aider à assaillir le château des Ailes Noires. Il a la capacité de se transformer en un loup de plus d'1,20 m de hauteur au garrot, mais il court alors le risque d'avoir les idées trop embrouillées pour pouvoir redevenir humain.
  - Jandir, elfe, archer et compagnon de Thraun et de Will. Il meurt à la fin du premier tome dans le combat final pour protéger Denser pendant l'incantation ultime.
  - Ry Darrick, général, chef de la cavalerie lystérnienne qui déserta son poste pendant la tentative d'assassinat de l'ombre mage (lyanna la fille d'Erienne et Denser par le collège de dordover) pour rejoindre les ravens

- Les dragons
  - Sha-Kaan. Le grand Kann.Dragon vivant dans une dimension parallèle, Beshara. Il est le chef de la couvée Kaan, mais il existe d'autres couvées : les Verets, les Naïks, les Skoor. Avec deux autres dragons, ils sauvent Balaia (NoirZenith) et se retrouvent coincés sur Balaia. Le Dragonen de Sha-Kaan est Hirad Cœurfroid. Il vient en aide aux ravens pour fermer le couloir du noir zénith formé par le sort lancé par Denser, dans le tome 1 "aube-mort"
  - Nos-Kaan. sergent du grand Kann lui aussi vient prêter main-forte aux ravens pour fermer le noir zénith
  - In-Kann. Sergent du grand kaan

- Les Elfes
  - Sur Calaius, leur continent d'origine, les elfes vivent dans la forêt, priant le temple gardé par les guerriers Al-Arynaar et les redoutables Tai Gethen.
  - Il y a aussi les étranges Griffelien qui sont des elfes vivants en symbiose avec une panthère.
  - A Herendeneth, les Al-Drechars sont les dernières elfes mages survivantes, afin de protéger le retour de la Voie Unique (une seule magie, un seul mage). C'est Lyanna, la fille d'Erienne et de Denser, qui l'incarne. Elle meurt pourtant, et l'Unique se transmet à l'esprit d'Erienne, mage dordovane.

- Les Collèges de magie
  - Julatsa
  - Xetesk
  - Dordover
  - Lystern